# Group Executive Committee
Das Group Executive Committee (GEC) ist ein besonders im anglo-britischen Raum verbreitetes zentrales Führungsgremium von Aktiengesellschaften. Es besteht aus den Mitgliedern des Unternehmensvorstands (Chief Officers) und den Leitern wichtiger Kerngeschäftsfelder (Business Heads).

## Deutschland
Das deutsche Aktienrecht kennt als Leitungsorgan einer AG nur den Vorstand, mit vom Aufsichtsrat bestellten Vorständen. Da die Business Heads jedoch vom Vorstand ernannt werden, kann das GEC offiziell nur unter dem Vorstand angesiedelt sein. Auch ist der Vorsitzende des GEC, der Chief Executive Officer, wesentlich deutlicher die zentrale Führungsperson des Unternehmens, während der Vorstandsvorsitzende im Vorstand durchaus überstimmt werden kann. Das erste GEC in Deutschland wurde 2002 von der Deutschen Bank eingerichtet.
Beispiele von weiteren Unternehmen mit einem Group Executive Committee sind Asea Brown Boveri und Puma. Bewährt hat es sich zudem bei der RWE AG, bei der es im Jahr 2003 von Harry Roels als sog. „Group Business Committee“ (GBC) eingeführt wurde.